# Кортулуа
Кортулуа е по-известното название на Корпорасион Клуб Депортиво Тулуа (на испански: Cortuluá, Corporación Club Deportivo Tuluá) е колумбийски футболен отбор от Тулуа, департамент Вале дел Каука. Основан е на 16 октомври 1967 г.

## История
Кортулуа е създаден през 1967 г. от бившия парагвайски футболист и треньор Ернандо Акоста и негови сподвижници. През 1993 г. печели шампионата на втора дивизия и промоция за Категория Примера А. Там през 2001 г. завършва на първо място в турнира Апертура, но по това време все още не се присъжда титла на първенците в Апертура и Финалисасион. В крайното класиране отборът е на трето място и добива право на участие в Копа Либертадорес през 2002 г., където отпада в груповата фаза. През 2004 г. изпада в Категория Примера Б. През 2006 г. Министерството на финансите на САЩ слага отбора в списъка с десет фирми, имащи връзка с наркобарона Карлос Алберто Рентериа Мантия, което води до запор на авоарите на отбора в САЩ, както и до забрана за бизнес контакти на американски граждани с отбора. През 2009 г. тимът отново става първи във втора дивизия и се класира за елита, но още следващия сезон изпада.

## Играчи

### Известни бивши играчи
- Алваро Пеня
- Виктор Бония
- Густаво Виктория
- Марио Йепес
- Нестор Саласар
- Рафаел Дудамел
- Роман Торес
- Тресор Морено
- Фаустино Асприля
- Фернандо Урибе
- Хайме Алфонсо Руис
- Хамилтон Рикард
- Хониер Монтаньо

## Успехи
- Категория Примера А:
  - Трето място (1): 2001
- Категория Примера Б:
  - Шампион (2): 1993, 2009
  - Трето място (2): 1992, 2006

## Рекорди
- Най-голяма победа: 5:2 срещу Унион Магдалена
- Най-голяма загуба: 7:0 срещу Онсе Калдас
- Най-много голове: Нестор Саласар